# Göran Axel-Nilsson
Göran Axel-Nilsson (* 16. September 1907 in Lund; † 22. April 1999 in Göteborg) war ein schwedischer Kunsthistoriker.

## Leben
Göran Axel-Nilsson war der Sohn des Kulturhistorikers und Museumsleiters Axel Nilsson (1875–1924). Er besuchte bis 1927 das Gymnasium in Göteborg und studierte anschließend Kunstgeschichte und Nordische Archäologie an der Universität Lund. Dort schloss er 1935 mit dem Lizenziat ab, 1950 wurde er dort promoviert. 1931 begann er seine berufliche Tätigkeit am Stockholmer Stadtmuseum. 1945 wurde er Direktor des Röhsska konstslöjdmuseet in Göteborg, 1972 trat er in den Ruhestand.
Sein Sohn Christian Axel-Nilsson (1934–2012) wurde ebenfalls Kunsthistoriker und Direktor des Museums in Göteborg.

## Veröffentlichungen (Auswahl)
- Dekorativ stenhuggarkonst i yngre vasastil. Nordisk Rotogravyr, Stockholm 1950.
- Falk Simons donation. En samling äldre silverföremål i Röhsska Konstlöjdmuseet. Röhsska Komstlöjdmuseet, Göteborg 1958
- Thesaurus Cathedralis Lundensis. Lunds domkyrkas medeltida skattsamling. Kungl. Vetenskaps- och Vitterhets-Samhället, Göteborg 1989.
- Makalös. Fältherren greve Jakob De la Gardies hus i Stockholm (= Monografier utgivna av Stockholms stad 51). Liber Förlag, Stockholm 1984, ISBN 91-38-72612-2 (Digitalisat).